# Beilicato di Lâdik
Il Principato (o beylicato (beylik), emirato) di Lâdik (in turco: ˈladic), era stato occupato da una delle dinastie turcomanne, gli Oghuz che si stabilirono in Anatolia alla fine del sultanato seldjoukide di Roum, dove costituiva uno dei principati di frontiera.
La dinastia cadde nella seconda parte del periodo noto come l'epoca dei Beilikati turchi d'Anatolia.
Il suo nome deriva dalla città di Laodicea al Lico, i cui resti si trovano a circa 6 km a nord-est della città di Denizli (nella provincia di Denizli in Turchia), in corrispondenza dei moderni villaggi di Eskihisar, Goncali e Bozburun.
Si chiama anche il Beylik di İnançoğlu dovuto alla dinastia che vi regnò; in turco İnançoğulları

dal Regno di İnanç nel 1289.
Il beylicato scompare nel 1368 annesso dai Germiyanidi.
L'attuale provincia turca di Denizli era chiamata la sanjak (sub-provincia) di Lâdik sin dai primi anni della Repubblica di Turchia.

## Storia

### La capitale
La città di Denizli è costruita accanto alle rovine dell'antica città di Laodicea al Lico, che fu distrutta alla fine del V secolo da un terremoto.
Laodicea è stata poi abbandonata durante le guerre tra Bizantini e Selgiuchidi.
La città di Denizli fondata dai Seldjoukidi, nelle vicinanze dell'antica Laodicea, è stata prima chiamata Ladik per alterazione di Laodicea al Lico.
Ibn Battûta si ferma a Ladik nel 1333.
Sulla strada è messo in guardia dal pericolo dei Germiyanidi (Germiyān nel libro) da colui che egli definisce il Sultano di Gölhisar Mehmed Çelebi, fratello dell'Hamidide Necmeddin Ishak bey:
( Ibn Battûta, Du sultan de Koul Hissâr (PDF), in op. cit., II,  pp. 120 (.pdf).)

### I Bey di Ladik
Inizialmente, Mehmed bey è nominato governatore della zona di confine con l'Impero bizantino intorno a Denizli, dai Seldjoukidi del Sultanato di Rum.
Mehmed Bey, suo fratello Ilyâs e il suo genero Ali sono della famiglia dei Germiyanidi.
Sono vassalli dei Sultani di Roum, i quali sono a loro volta vassalli dei Mongoli Ilkhanidi dopo la Battaglia di Köse Dağ (26 giugno 1243).

A quel tempo, il sultanato di Roum è ripartito tra i tre figli di Kay Khusraw II : il maggiore Kay Kâwus II regna solo sulla regione di Konya.
Nel 1260, Kay Kâwus II abbandona Konya e si rifugia in Crimea.
Nel 1261, Mehmed Bey approfitta della situazione e si dichiara indipendente dai Seldjoukidi del Sultanato di Roum, ma resta vassallo dell'Ilkhan Hülagü col titolo di Ghazi.
Un anno più tardi, Mehmed viene tradito da suo genero Ali, viene fatto prigioniero e giustiziato dagli Ilkhanidi.
Nel 1262, Ali succede a suo suocero Mehmed.
Nel 1284, l'Ilkhan Ahmad Teküder designa Ghiyâth ad-Dîn Mas`ûd II come successore al titolo di sultano di Roum.
Nel 1286, Mas`ûd (Mesud) sceglie come capitale Kayseri e non Konya.

Mas`ûd ingaggia alcune campagne militari contro tutti gli emergenti principati turkmeni in Anatolia, sempre con il supporto dei Mongoli, anche con truppe mongole.
Conduce delle battaglie contro i Karamanidi e gli Eşrefoğulları, sotto la supervisione del grande Vizir Sahip Ata.
Ali Bey perde il principato (emirato).
İnanç

figlio di Ali, gli succede (prima del 1332, probabilmente già nel 1314).
Nel 1319, Timurtaş, è nominato governatore dell'Anatolia.
Timurtaş è il primogenito di Chupan, rappresentante dell'ultimo grande Ilkhan di Persia Abu Saïd Bahadur.

Nel 1324, Timurtaş sottomette i due principati degli Hamididi e del Beilikato di Tekke.

Nel 1327, Chupan, caduto in disgrazia, viene fatto giustiziare dall'Ilkhan.
Timurtaş si rifugia in Egitto dai Mamelucchi, i quali, per non far torto ad Abu Saïd, lo sopprimono.
La fine di Chupan e la scomparsa di Timurtaş, seguita dalla morte di Abu Saïd otto anni dopo, lasciano l'Anatolia senza padrone e libera gli emiri turchi locali.

Nel 1333, Ibn Battûta incontra İnanç (Yenendj nel libro) :
( Ibn Battûta, Du sultan de Lâdhik (PDF), in op. cit., vol. II,  pp. 122-123 (.pdf).)
Murad Arslan succede a suo padre İnanç nel 1335.
İshak succede a Murad Arslan. İshak è un protettore di artisti e scienziati, il suo regno termina quando i Germiyanidi conquistano Denizli nel 1368.

## La dinastia

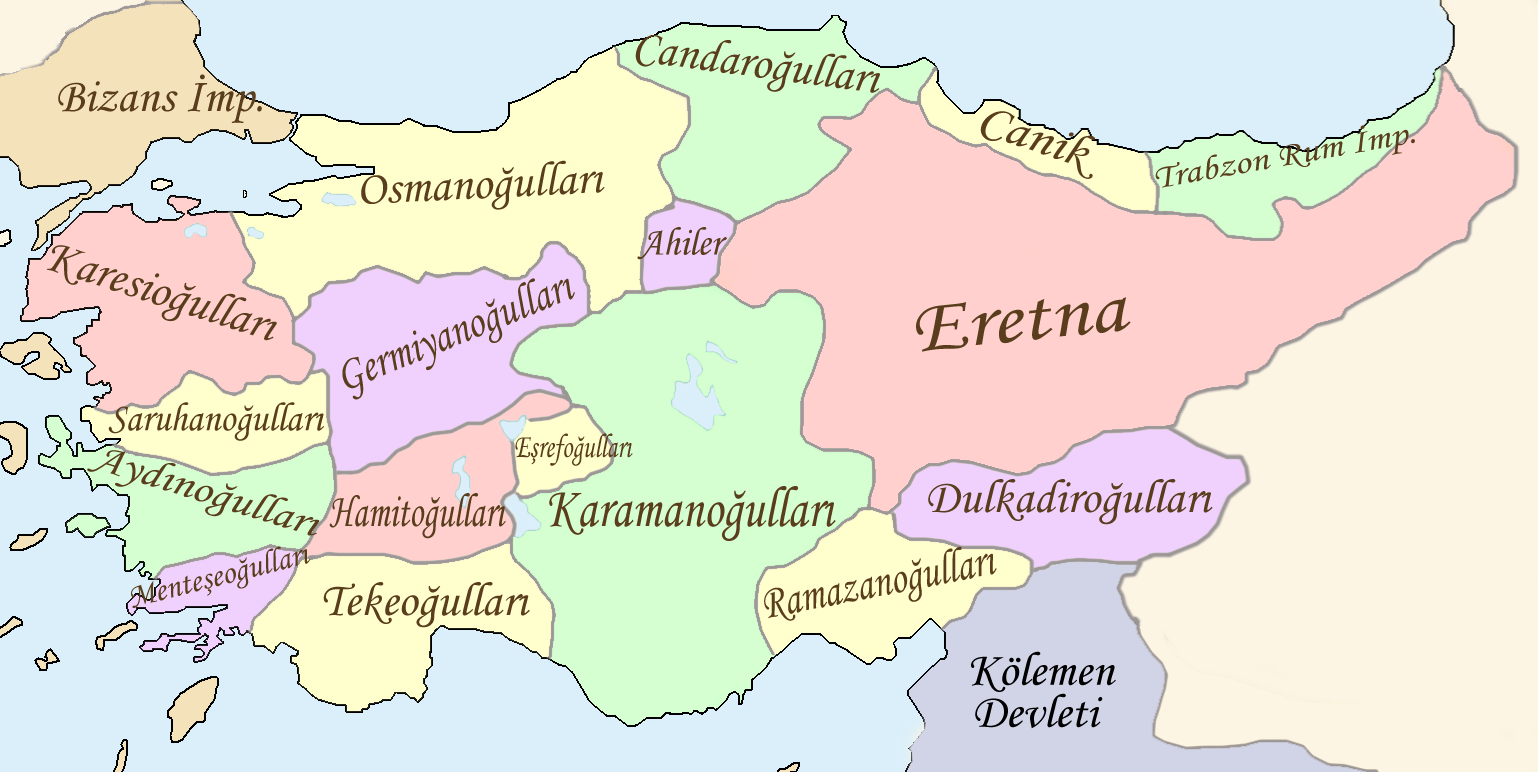
Carta dei beilikati d'Anatolia formatisi dopo la Battaglia di Köse Dağ (26 giugno 1243). Denizli è situata approssimativamente al punto di incontro dei tre beylicati di Aydınidi, di Germiyanoğulları e di Hamidoğulları.

| Date            | Nome                                 | Nome turco                           | Figli di                             |                                                                 |
| --------------- | ------------------------------------ | ------------------------------------ | ------------------------------------ | --------------------------------------------------------------- |
| 1261-1262       | Muhammad                             | Mehmed                               |                                      | Fondatore del beylicato. Legato alla famiglia dei Germiyanides. |
| 1262-prima 1332 | `Alî                                 | Ali                                  |                                      | Genero di Mehmed.                                               |
| prima 1332-1335 | Inantch                              | İnanç                                | Ali                                  | Eponimo degli İnançoğulları.                                    |
| 1335-1362       | Mûrad Arslan                         | Murad Arslan                         | İnanç                                |                                                                 |
| 1362-1368       | Ishâq                                | İshak                                | Murad Arslan                         |                                                                 |
| 1368            | Annessione al beylicato di Germiyan. | Annessione al beylicato di Germiyan. | Annessione al beylicato di Germiyan. | Annessione al beylicato di Germiyan.                            |